# 拉博德米科山
拉博德米科山（西班牙語：Cerro Rabo de Mico），是哥斯達黎加的山峰，位於該國中部，由聖何塞省負責管轄，屬於埃斯卡蘇山脈的一部分，處於聖荷西以南11公里，海拔高度2,428米。